# Дрязги
Дрязги (на гръцки: Μην αρχίζεις τη μουρμούρα, в превод: Не почвай да мрънкаш) е гръцки комедиен сериал Той е излъчван през 2013 – 2024 и е базиран на Испанския сериал, Escenas De Matrimonio (Брачните ми спомени). В България сериала дебютира на 16 май 2016 г. по BG On Air.

## Сюжет
Сериалът разказва за взаимоотношенията между три двойки от различни поколения, които живеят в Атина. Всички те имат различен живот, навици и разбирания, но ги обединяват добре познатите дрязги от най-древни времена – тези, между мъжа и жената. 
Харис и Васо са обикновена млада двойка, която е на прага да превърне връзката си в нещо по-сериозно. Те са заедно едва от 6 месеца, но решават да споделят едно жилище, след като талантливият музикант Харис е уволнен. Въпреки скорошната им връзка, се налага да направят място в живота си един за друг. Това създава проблеми и за двамата, защото трудно се отказват от навиците и вещите си. Ще направят ли компромис, за да заживеят щастливо, е въпрос, който мъчи и Харис, и Васо.
На множество отстъпки се крепи бракът на Марина и Илиас – те са типичната двойка в средата на 40-те си години. Тя е домакиня, а той – отегчен съпруг, който издържа семействоот си. Запознават се като студенти преди 20 години и изживяват истински романс. Но, в какво се превръща романтиката след толкова години брак? Голямата отдаденост на Марина като майка и затворения характер на Илиас, ги отчуждават. Изпращат сина си Александрос студент в Ксанти, но Марина не може да приеме, че детето ѝ вече не живее вкъщи. След 20 години брак, двамата с Илиас остават сами и осъзнават, че това, което ги свързва най-силно са ... дрязгите!
На дълъг брак се „радват“ Минас и Вула, които са заедно от цели 45 години. Видели са и добро, и лошо по време на съвместния си живот, но в старините си са решили да се вторачват повече в недостатъците си, отколкото в хубавите моменти. От младата, красива и влюбена двойка не е останала никаква следа. След като Минас се пенсионира, ежедневието им се превръща в бойно поле, а караниците – в начин на общуване, но какво ги държи все още заедно? 

## Герои
- Васо
- Харис
- Никитас
- Марина
- Елена
- Илиас
- Минас
- Вулас

## Епизоди
| Сезон | Сезон | Епизоди           | A' Преглед         | A' Преглед      |
| Сезон | Сезон | Епизоди           | Премиера на сезона | Финал на сезона |
| ----- | ----- | ----------------- | ------------------ | --------------- |
| 1     | 72    | 7 октомври 2013   | 4 юли 2014         |                 |
| 2     | 84    | 6 октомври 2014   | 5 октомври 2015    |                 |
| 3     | 71    | 12 октомври 2015  | 5 юли 2016         |                 |
| 4     | 70    | 3 октомври 2016   | 27 юни 2017        |                 |
| 5     | 67    | 5 октомври 2017   | 29 юни 2018        |                 |
| 6     | 70    | 3 октомври 2018   | 2 юли 2019         |                 |
| 7     | 55    | 2 октомври 2019   | 19 юни 2020        |                 |
| 8     | 103   | 16 септември 2020 | 30 септември 2021  |                 |
| 9     | 70    | 1 октомври 2021   | 9 октомври 2022    |                 |
| 10    | 70    | 14 октомври 2022  | 14 октомври 2023   |                 |
| 11    | 60    | 15 октомври 2023  | 14 юли 2024        |                 |

### „Дрязги“ в България
В България започва излъчване на 16 май 2016 г. всяка делнична вечер от 20:00 часа по BG On Air.

## Рейтинг
Рейтингът на „Дрязги“ е отличен, 24,7% от рейтинга на сериала в Гърция.